# Xaron (Canaan)
La plana de Xaron (en grec antic Σαρών, en hebreu שָׁרוֹן, en llatí Sarona, en català Xaron o també Saró o Saron) va ser el nom d'una plana costanera a la regió on hi ha actualment la moderna Tel-Aviv. Era una plana molt fèrtil, i Isaïes parla de «la glòria del Líban, l'esplendor del Carmel i de Xaron». El «narcís de Xaron», és una expressió que s'utilitza al Càntic dels Càntics.
Altres textos bíblics es refereixen a la seva importància com a lloc de pastura. Al Primer llibre de les Cròniques es diu que «Xirtai de Xaron s'ocupava dels ramats de vaques que s'alimentaven a la plana de Xaron». Eusebi de Cesarea diu que el territori anava des de Jaffa a Cesarea de Palestina, però altres autors parlen de què s'estenia per la costa al nord de Cesarea fins al Carmel. La ciutat també es menciona als Fets dels Apòstols amb motiu d'un miracle de Sant Pere.
El topònim es va utilitzar posteriorment com a nom de persona, especialment com a nom de dona (Sarona ~ Xarona, hebreu שָׁרוֹנָה)
Saró o Xaron era també el nom d'una vila de la tribu de Gad, situada vora Galaad, al districte de Basan, segons el Primer llibre de les Cròniques: "Van habitar a Galaad, a Basan, a les seves poblacions i a tots els llocs de pasturatge de Saron fins als seus límits".